# Джуліо Андреотті
Джу́ліо Андрео́тті (італ. Giulio Andreotti; 14 січня 1919, Рим, Італія — 6 травня 2013, Рим) — італійський політик; член християнсько-демократичної партії Італії, письменник.

## Життєпис
Багаторазовий міністр різних італійських урядів (керував зокрема внутрішніми справами, фінансами, обороною та закордонними справами). Сім разів займав посаду Голови Ради Міністрів Італії (у 1972—1973, 1976—1979 та 1989—1992 роках). В червні 1993 його було офіційно позбавлено імунітету та звинувачено у співпраці з сицилійською мафією та в корупції; після цього він покинув політичне життя. Після тривалого судового процесу 1999 року його було виправдано. 2002 року засуджений на 24 роки ув'язнення за замовлення убивства журналіста Міно Пекореллі. Проте наступного року його виправдав Вищий італійський суд, визнавши, що немає достаніх доказів того, що Андреотті прагнув смерті журналіста й звернувся до мафії із замовленням убити його.
Джуліо Андреотті став героєм художнього фільму «Дивовижний» (Il Divo, 2008) режисера Паоло Соррентіно. Помер 6 травня 2013 року в Римі. Італійські медіа переривали програми для оголошення новини про його смерть.
Віхи політичної кар'єри:
- з 1954 неодноразово у складі уряду, очолював сім післявоєнних урядів
- зокрема 1959–1966 — міністр оборони (вісім разів)
- 1983–1989 — міністр закордонних справ (п'ять разів)
- 1972–1973, 1976–1979 і 1989–1992 — прем'єр-міністр
- 1993 — в процесі розслідування в Італії мережі корупції, Андреотті виявився задіяним у цій мережі. Звинувачений у корупції та зв'язках із мафією, полишив політичну діяльність.